# Moosgummi

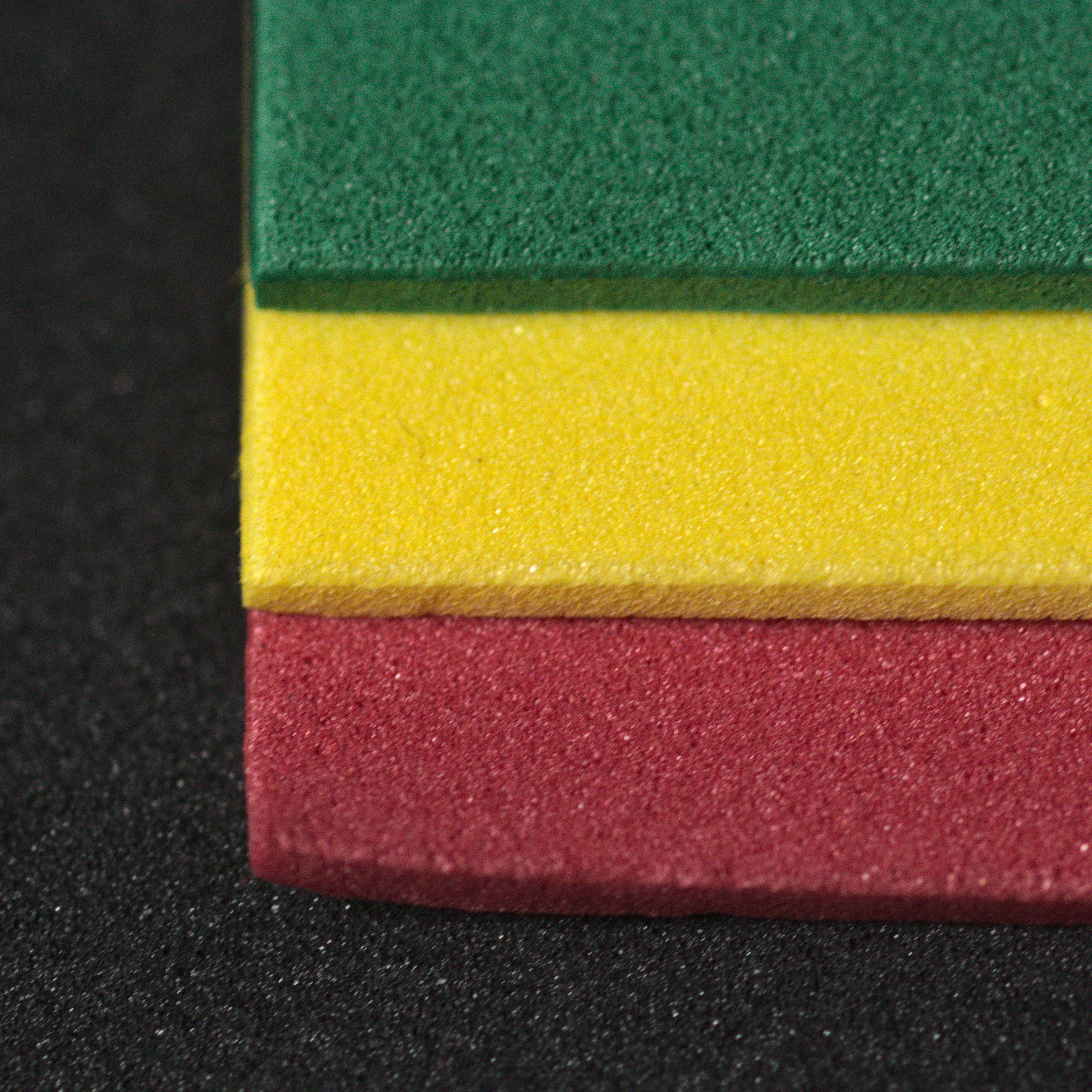
Verschiedene, 2 mm starke Moosgummiplatten

Als Moosgummi wird ein weitgehend geschlossenporiger und elastischer Schaumstoff bezeichnet, der zu den Porengummis gehört. Er wird unter Zusatz von Treibgasen aus Chloropren, Naturkautschuk (NR), Acrylnitril-Butadien-Kautschuk (NBR) oder vergleichbaren synthetischen Kautschuken (CR, SBR, EPDM, HNBR, VMQ, FPM) hergestellt.
Moosgummi wird in vielfältiger Weise als Dichtungsmaterial in Form von Rundschnüren, Vierkantprofilen, Platten oder Formteilen eingesetzt, ebenso als isolierendes Bekleidungsmaterial in Tauchanzügen.
Formvulkanisiertes Moosgummi kann mit verdichteter oder geschlossener Oberfläche hergestellt werden.